# فهرست جایزه‌ها و نامزدی‌های آل پاچینو
این فهرست شامل جوایز و نامزدی‌های آل پاچینو، هنرمند آمریکایی، است. اکثر جایزه‌ها و نامزدی‌ها مربوط به فعالیت آل پاچینو در سینما، تلویزیون و تئاتر است. پاچینو از میان جوایز مهم، یک اسکار، یک بفتا، دو امی، دو تونی و چهار گلدن گلوب برده‌است. او همچنین یک‌بار نامزد جایزه گرمی شده‌است.
مهم‌ترین جوایز افتخاری پاچینو عبارتند از: شیر طلایی در ۱۹۹۴، جایزه سیسیل بی دمیل در ۲۰۰۱، نشان ملی هنر در ۲۰۱۱ و جایزه مرکز کندی در ۲۰۱۶. او همچنین جوایزی چون جایزه انجمن کارگردانان آمریکا، جایزه انجمن بازیگران فیلم، جایزه ساترن و جایزه ستلایت را دریافت نموده‌است.

## جوایز عمده

### جایزه اسکار
| سال  | اثر نامزدشده         | دسته                   | نتیجه    | منبع  |
| ---- | -------------------- | ---------------------- | -------- | ----- |
| ۱۹۷۳ | پدرخوانده            | بهترین بازیگر مکمل مرد | نامزدشده | [ ۱ ] |
| ۱۹۷۴ | سرپیکو               | بهترین بازیگر مرد      | نامزدشده | [ ۱ ] |
| ۱۹۷۵ | پدرخوانده: قسمت دوم  | بهترین بازیگر مرد      | نامزدشده | [ ۱ ] |
| ۱۹۷۶ | بعد از ظهر سگی       | بهترین بازیگر مرد      | نامزدشده | [ ۱ ] |
| ۱۹۸۰ | ... و عدالت برای همه | بهترین بازیگر مرد      | نامزدشده | [ ۱ ] |
| ۱۹۹۱ | دیک تریسی            | بهترین بازیگر مکمل مرد | نامزدشده | [ ۱ ] |
| ۱۹۹۳ | گلن‌گری گلن راس       | بهترین بازیگر مکمل مرد | نامزدشده | [ ۱ ] |
| ۱۹۹۳ | بوی خوش زن           | بهترین بازیگر مرد      | برنده    | [ ۱ ] |
| ۲۰۲۰ | مرد ایرلندی          | بهترین بازیگر مکمل مرد | نامزدشده | [ ۱ ] |

### جایزه بفتا
| سال  | اثر نامزدشده                       | دسته                                 | نتیجه    | منبع  |
| ---- | ---------------------------------- | ------------------------------------ | -------- | ----- |
| ۱۹۷۳ | پدرخوانده                          | امیدوارکننده‌ترین بازیگر جدید نقش اول | نامزدشده | [ ۲ ] |
| ۱۹۷۵ | سرپیکو                             | بهترین بازیگر مرد در نقش اول         | نامزدشده | [ ۲ ] |
| ۱۹۷۶ | بعد از ظهر سگی پدرخوانده: قسمت دوم | بهترین بازیگر مرد در نقش اول         | برنده    | [ ۲ ] |
| ۱۹۹۱ | دیک تریسی                          | بهترین بازیگر نقش مکمل مرد           | نامزدشده | [ ۲ ] |
| ۲۰۲۰ | مرد ایرلندی                        | بهترین بازیگر نقش مکمل مرد           | نامزدشده | [ ۲ ] |

### جایزه انجمن کارگردانان آمریکا
| سال  | اثر نامزدشده     | دسته                          | نتیجه | منبع  |
| ---- | ---------------- | ----------------------------- | ----- | ----- |
| ۱۹۹۷ | در جستجوی ریچارد | بهترین مستند از نظر کارگردانی | برنده | [ ۳ ] |

### جایزه امی ساعات پربیننده
| سال  | اثر نامزدشده      | دسته                                                     | نتیجه    | منبع  |
| ---- | ----------------- | -------------------------------------------------------- | -------- | ----- |
| ۲۰۰۴ | فرشتگان در آمریکا | بهترین بازیگر مرد نقش اول در مینی‌سریال یا فیلم تلویزیونی | برنده    | [ ۴ ] |
| ۲۰۱۰ | تو جک را نمی‌شناسی | بهترین بازیگر مرد نقش اول در مینی‌سریال یا فیلم تلویزیونی | برنده    | [ ۴ ] |
| ۲۰۱۳ | فیل اسپکتور       | بهترین بازیگر مرد نقش اول در مینی‌سریال یا فیلم تلویزیونی | نامزدشده | [ ۴ ] |

### جایزه گلدن گلوب
| سال  | اثر نامزدشده        | دسته                                          | نتیجه    | منبع  |
| ---- | ------------------- | --------------------------------------------- | -------- | ----- |
| ۱۹۷۳ | پدرخوانده           | بهترین بازیگر مرد فیلم درام                   | نامزدشده | [ ۵ ] |
| ۱۹۷۴ | سرپیکو              | بهترین بازیگر مرد فیلم درام                   | برنده    | [ ۵ ] |
| ۱۹۷۵ | پدرخوانده قسمت دوم  | بهترین بازیگر مرد فیلم درام                   | نامزدشده | [ ۵ ] |
| ۱۹۷۶ | بعد از ظهر سگی      | بهترین بازیگر مرد فیلم درام                   | نامزدشده | [ ۵ ] |
| ۱۹۷۸ | بابی دیرفیلد        | بهترین بازیگر مرد فیلم درام                   | نامزدشده | [ ۵ ] |
| ۱۹۸۰ | و عدالت برای همه…   | بهترین بازیگر مرد فیلم درام                   | نامزدشده | [ ۵ ] |
| ۱۹۸۳ | نویسنده! نویسنده!   | بهترین بازیگر مرد فیلم موزیکال یا کمدی        | نامزدشده | [ ۵ ] |
| ۱۹۸۴ | صورت زخمی           | بهترین بازیگر مرد فیلم درام                   | نامزدشده | [ ۵ ] |
| ۱۹۹۰ | دریای عشق           | بهترین بازیگر مرد فیلم درام                   | نامزدشده | [ ۵ ] |
| ۱۹۹۱ | دیک تریسی           | بهترین بازیگر نقش مکمل مرد                    | نامزدشده | [ ۵ ] |
| ۱۹۹۱ | پدرخوانده: قسمت سوم | بهترین بازیگر مرد فیلم درام                   | نامزدشده | [ ۵ ] |
| ۱۹۹۳ | گلن‌گری گلن راس      | بهترین بازیگر نقش مکمل مرد                    | نامزدشده | [ ۵ ] |
| ۱۹۹۳ | بوی خوش زن          | بهترین بازیگر مرد فیلم درام                   | برنده    | [ ۵ ] |
| ۲۰۰۱ | —                   | جایزه سیسیل بی دمیل                           | گیرنده   | [ ۵ ] |
| ۲۰۰۴ | فرشتگان در آمریکا   | بهترین بازیگر مرد مینی‌سریال یا فیلم تلویزیونی | برنده    | [ ۵ ] |
| ۲۰۱۱ | تو جک را نمی‌شناسی   | بهترین بازیگر مرد مینی‌سریال یا فیلم تلویزیونی | برنده    | [ ۵ ] |
| ۲۰۱۴ | فیل اسپکتور         | بهترین بازیگر مرد مینی‌سریال یا فیلم تلویزیونی | نامزدشده | [ ۵ ] |
| ۲۰۱۶ | دنی کالینز          | بهترین بازیگر مرد فیلم کمدی یا موزیکال        | نامزدشده | [ ۵ ] |
| ۲۰۲۰ | مرد ایرلندی         | بهترین بازیگر نقش مکمل مرد                    | نامزدشده | [ ۵ ] |

### جایزه گرمی
| سال  | اثر نامزدشده           | دسته                | نتیجه    | منبع  |
| ---- | ---------------------- | ------------------- | -------- | ----- |
| ۲۰۰۱ | غزلواره‌های کامل شکسپیر | بهترین آلبوم گفتاری | نامزدشده | [ ۶ ] |

### جایزه انجمن بازیگران فیلم
| سال  | اثر نامزدشده         | دسته                                                  | نتیجه    | منبع   |
| ---- | -------------------- | ----------------------------------------------------- | -------- | ------ |
| ۲۰۰۴ | فرشتگان در آمریکا    | جایزه انجمن بازیگران فیلم برای بهترین بازیگر مرد      | برنده    | [ ۷ ]  |
| ۲۰۱۱ | تو جک را نمی‌شناسی    | جایزه انجمن بازیگران فیلم برای بهترین بازیگر مرد      | برنده    | [ ۸ ]  |
| ۲۰۱۴ | فیل اسپکتور          | جایزه انجمن بازیگران فیلم برای بهترین بازیگر مرد      | نامزدشده | [ ۹ ]  |
| ۲۰۲۰ | مرد ایرلندی          | جایزه انجمن بازیگران فیلم برای بهترین نقش مکمل مرد    | نامزدشده | [ ۱۰ ] |
| ۲۰۲۰ | مرد ایرلندی          | جایزه انجمن بازیگران فیلم برای بهترین مجموعه بازیگران | نامزدشده | [ ۱۰ ] |
| ۲۰۲۰ | روزی روزگاری هالیوود | جایزه انجمن بازیگران فیلم برای بهترین مجموعه بازیگران | نامزدشده | [ ۱۰ ] |

### جایزه تونی
| سال  | اثر نامزدشده             | دسته                                   | نتیجه    | منبع   |
| ---- | ------------------------ | -------------------------------------- | -------- | ------ |
| ۱۹۶۹ | آیا یک ببر کراوات می‌زند؟ | بهترین بازیگر نقش مکمل مرد در یک نمایش | برنده    | [ ۱۱ ] |
| ۱۹۷۷ | تمرین مقدماتی پاولو هومل | بهترین بازیگر نقش اول مرد در یک نمایش  | برنده    | [ ۱۱ ] |
| ۲۰۱۱ | تاجر ونیزی               | بهترین بازیگر نقش اول مرد در یک نمایش  | نامزدشده | [ ۱۱ ] |

## دیگر جوایز

### جایزه کمدی آمریکایی
| سال  | اثر نامزدشده | نتیجه | دسته                              |
| ---- | ------------ | ----- | --------------------------------- |
| ۱۹۹۱ | دیک تریسی    | برنده | بهترین بازیگر مکمل مرد در یک فیلم |

### جایزه فیلم آمریکایی
| سال  | اثر نامزدشده      | نتیجه    | دسته                      |
| ---- | ----------------- | -------- | ------------------------- |
| ۱۹۸۰ | و عدالت برای همه… | نامزدشده | بهترین بازیگر نقش اول مرد |

### جایزه بلاک باستر اینترتینمنت
| سال  | اثر نامزدشده    | نتیجه    | دسته                                   |
| ---- | --------------- | -------- | -------------------------------------- |
| ۲۰۰۰ | هر یکشنبه کذایی | نامزدشده | بهترین بازیگر مرد نقش اول در فیلم درام |

### جایزه انجمن منتقدان فیلم بوستون
| سال  | اثر نامزدشده | نتیجه | دسته                      |
| ---- | ------------ | ----- | ------------------------- |
| ۱۹۹۷ | دانی براسکو  | برنده | بهترین بازیگر نقش اول مرد |

### جایزه انجمن منتقدان فیلم شیکاگو
| سال  | اثر نامزدشده   | نتیجه    | دسته                      |
| ---- | -------------- | -------- | ------------------------- |
| ۱۹۹۱ | دیک تریسی      | نامزدشده | بهترین بازیگر نقش اول مرد |
| ۱۹۹۳ | عطر یک زن      | نامزدشده | بهترین بازیگر نقش اول مرد |
| ۱۹۹۳ | گلن‌گری گلن راس | نامزدشده | بهترین بازیگر مکمل مرد    |
| ۱۹۹۸ | دانی براسکو    | نامزدشده | بهترین بازیگر نقش اول مرد |
| ۲۰۲۰ | مرد ایرلندی    | نامزدشده | بهترین بازیگر مکمل مرد    |

### جایزه مؤسسه منتقدان فیلم کلمبوس
| سال  | اثر نامزدشده | نتیجه    | دسته                   |
| ---- | ------------ | -------- | ---------------------- |
| ۲۰۱۹ | مرد ایرلندی  | نامزدشده | بهترین بازیگر مکمل مرد |

### دیوید دی دوناتلو
| سال  | اثر نامزدشده | نتیجه    | دسته                |
| ---- | ------------ | -------- | ------------------- |
| ۱۹۷۳ | پدرخوانده    | برنده    | بهترین بازیگر خارجی |
| ۱۹۷۴ | سرپیکو       | برنده    | بهترین بازیگر خارجی |
| ۱۹۹۳ | راه کارلیتو  | نامزدشده | بهترین بازیگر خارجی |

### جایزه دراما دسک
| سال  | اثر نامزدشده             | نتیجه    | دسته                                  |
| ---- | ------------------------ | -------- | ------------------------------------- |
| ۱۹۶۹ | آیا یک ببر کراوات می‌زند؟ | برنده    | بهترین اجرا                           |
| ۱۹۷۷ | تمرین مقدماتی پاولو هومل | برنده    | بهترین بازیگر نقش اول مرد در یک نمایش |
| ۱۹۸۴ | بوفالوی آمریکایی         | نامزدشده | بهترین بازیگر نقش اول مرد در یک نمایش |
| ۲۰۱۱ | تاجر ونیزی               | نامزدشده | بهترین بازیگر نقش اول مرد در یک نمایش |

### جایزه تمشک طلایی
| سال  | اثر نامزدشده           | دسته               | نتیجه    |
| ---- | ---------------------- | ------------------ | -------- |
| ۱۹۸۵ | انقلاب                 | بدترین بازیگر      | نامزدشده |
| ۲۰۰۳ | جیلی                   | بدترین بازیگر مکمل | نامزدشده |
| ۲۰۰۸ | قتل عادلانه و ۸۸ دقیقه | بدترین بازیگر      | نامزدشده |
| ۲۰۱۱ | جک و جیل               | بدترین بازیگر مکمل | برنده    |

### جوایز فیلم هالیوود
| سال  | اثر نامزدشده | نتیجه | دسته              |
| ---- | ------------ | ----- | ----------------- |
| ۲۰۱۹ | مرد ایرلندی  | برنده | جایزه بازیگر مکمل |

### جایزه ایندیپندنت اسپیریت
| سال  | اثر نامزدشده     | نتیجه    | دسته                |
| ---- | ---------------- | -------- | ------------------- |
| ۱۹۹۷ | در جستجوی ریچارد | نامزدشده | جایزه ترور دن فیکشن |

### جایزه حلقه منتقدان فیلم کانزاس سیتی
| سال  | اثر نامزدشده   | نتیجه | دسته                      |
| ---- | -------------- | ----- | ------------------------- |
| ۱۹۷۶ | بعد از ظهر سگی | برنده | بهترین بازیگر نقش اول مرد |

### جشنواره بین‌المللی فیلم کارلووی واری
| سال  | اثر نامزدشده      | نتیجه | دسته          |
| ---- | ----------------- | ----- | ------------- |
| ۱۹۸۰ | …و عدالت برای همه | برنده | بهترین بازیگر |

### جایزهحلقه منتقدان فیلم لندن
| سال  | اثر نامزدشده | نتیجه    | دسته                      |
| ---- | ------------ | -------- | ------------------------- |
| ۲۰۰۳ | بی‌خوابی      | نامزدشده | بهترین بازیگر نقش اول مرد |

### جایزهانجمن منتقدان فیلم لس آنجلس
| سال  | اثر نامزدشده   | نتیجه | دسته                      |
| ---- | -------------- | ----- | ------------------------- |
| ۱۹۷۵ | بعد از ظهر سگی | برنده | بهترین بازیگر نقش اول مرد |

### جایزه ام‌تی‌وی
| سال  | اثر نامزدشده    | نتیجه    | دسته             |
| ---- | --------------- | -------- | ---------------- |
| ۱۹۹۸ | وکیل‌مدافع شیطان | نامزدشده | بهترین نقش بدذات |

### جایزههیئت ملی بازبینی فیلم
| سال  | اثر نامزدشده | نتیجه | دسته                      |
| ---- | ------------ | ----- | ------------------------- |
| ۱۹۷۲ | پدرخوانده    | برنده | بهترین بازیگر مکمل مرد    |
| ۱۹۷۳ | سرپیکو       | برنده | بهترین بازیگر نقش اول مرد |

### جایزهانجمن ملی منتقدان فیلم
| سال  | اثر نامزدشده   | نتیجه    | دسته                      |
| ---- | -------------- | -------- | ------------------------- |
| ۱۹۷۳ | پدرخوانده      | برنده    | بهترین بازیگر نقش اول مرد |
| ۱۹۷۴ | سرپیکو         | نامزدشده | بهترین بازیگر نقش اول مرد |
| ۱۹۷۶ | بعد از ظهر سگی | نامزدشده | بهترین بازیگر نقش اول مرد |
| ۱۹۹۱ | دیک تریسی      | نامزدشده | بهترین بازیگر مکمل مرد    |
| ۱۹۹۸ | دانی براسکو    | نامزدشده | بهترین بازیگر نقش اول مرد |

### جایزه حلقه منتقدان فیلم نیویورک
| سال  | اثر نامزدشده   | نتیجه    | دسته                      |
| ---- | -------------- | -------- | ------------------------- |
| ۱۹۷۴ | سرپیکو         | نامزدشده | بهترین بازیگر نقش اول مرد |
| ۱۹۷۶ | بعد از ظهر سگی | نامزدشده | بهترین بازیگر نقش اول مرد |
| ۱۹۹۳ | عطر یک زن      | نامزدشده | بهترین بازیگر نقش اول مرد |

### جایزه اوبی
| سال  | اثر نامزدشده             | نتیجه    | دسته          |
| ---- | ------------------------ | -------- | ------------- |
| ۱۹۶۶ | «چرا» حرف اشتباهی است    | نامزدشده | بهترین بازیگر |
| ۱۹۶۸ | هندی به دنبال برانکس است | برنده    | بهترین بازیگر |

### جشنواره بین‌المللی فیلم سن‌سباستین
| سال  | اثر نامزدشده   | نتیجه | دسته          |
| ---- | -------------- | ----- | ------------- |
| ۱۹۷۵ | بعد از ظهر سگی | برنده | بهترین بازیگر |

### جایزه ستلایت
| سال  | اثر نامزدشده      | نتیجه    | دسته                                                     |
| ---- | ----------------- | -------- | -------------------------------------------------------- |
| ۲۰۰۰ | نفوذی             | نامزدشده | بهترین بازیگر نقش اول مرد در یک فیلم درام                |
| ۲۰۰۴ | فرشتگان در آمریکا | نامزدشده | بهترین بازیگر نقش اول مرد در مینی‌سریال یا فیلم تلویزیونی |
| ۲۰۱۰ | تو جک را نمی‌شناسی | برنده    | بهترین بازیگر نقش اول مرد در مینی‌سریال یا فیلم تلویزیونی |
| ۲۰۱۴ | فیل اسپکتور       | نامزدشده | بهترین بازیگر نقش اول مرد در مینی‌سریال یا فیلم تلویزیونی |

### جایزه ساترن
| سال  | اثر نامزدشده    | نتیجه    | دسته                                 |
| ---- | --------------- | -------- | ------------------------------------ |
| ۱۹۹۱ | دیک تریسی       | نامزدشده | بهترین بازیگر مکمل مرد در یک فیلم    |
| ۱۹۹۸ | وکیل‌مدافع شیطان | نامزدشده | بهترین بازیگر نقش اول مرد در یک فیلم |

### جایزه برگزیده نوجوانان
| سال  | اثر نامزدشده   | نتیجه    | دسته             |
| ---- | -------------- | -------- | ---------------- |
| ۲۰۰۷ | سیزده یار اوشن | نامزدشده | بهترین نقش بدذات |

### جایزه تی‌سی‌ای
| سال  | اثر نامزدشده      | نتیجه    | دسته                          |
| ---- | ----------------- | -------- | ----------------------------- |
| ۲۰۰۴ | فرشتگان در آمریکا | نامزدشده | بهترین بازیگر در یک فیلم درام |

### جایزه جهان تئاتر
| سال  | اثر نامزدشده             | نتیجه | دسته               |
| ---- | ------------------------ | ----- | ------------------ |
| ۱۹۶۹ | آیا یک ببر کراوات می‌زند؟ | برنده | بهترین بازیگر جدید |

### جشنواره بین‌المللی فیلم وایادولید
| سال  | اثر نامزدشده   | نتیجه | دسته          |
| ---- | -------------- | ----- | ------------- |
| ۱۹۹۲ | گلن‌گری گلن راس | برنده | بهترین بازیگر |

## جوایز خاص
| سال  | مراسم                            | جایزه                                       |
| ---- | -------------------------------- | ------------------------------------------- |
| ۱۹۷۵ | جایزه سیب طلایی                  | بهترین بازیگر (نامزدی)                      |
| ۱۹۷۵ | جایزه برگزیده مردم               | بازیگر مجبوب سینما (نامزدی)                 |
| ۱۹۷۶ | جایزه برگزیده مردم               | بازیگر مجبوب سینما (نامزدی)                 |
| ۱۹۷۷ | جایزه برگزیده مردم               | بازیگر مجبوب سینما (نامزدی)                 |
| ۱۹۹۲ | جشنواره فیلم بوستون              | جایزه برتری سینمایی                         |
| ۱۹۹۴ | جشنواره فیلم ونیز                | شیر طلایی فعالیت حرفه‌ای                     |
| ۱۹۹۶ | جشنواره بین‌المللی فیلم سن‌سباستین | جایزه داناستیا                              |
| ۱۹۹۶ | جوایز گاتهام                     | جایزه یک عمر دستاورد هنری                   |
| ۲۰۰۰ | انجمن فیلم مرکز لینکلن           | بزرگداشت                                    |
| ۲۰۰۱ | گلدن گلوب                        | سیسیل بی دمیل                               |
| ۲۰۰۵ | فیلم‌خانه آمریکایی                | جایزه فیلم‌خانه آمریکایی                     |
| ۲۰۰۶ | جامعه فلسفه کالج ترینیتی         | عضو افتخاری                                 |
| ۲۰۰۷ | بنیاد فیلم آمریکا                | جایزه یک عمر دستاورد هنری بنیاد فیلم آمریکا |
| ۲۰۱۱ | نشان ملی هنر                     | نشان ملی هنر                                |
| ۲۰۱۱ | جشنواره فیلم ونیز                | جایزه ژژر لوکولتر                           |
| ۲۰۱۱ | جشنواره فیلم ونیز                | شیر دگرباشی                                 |
| ۲۰۱۲ | جشنواره بین‌المللی فیلم دوبلین    | جایزه ولتا                                  |
| ۲۰۱۳ | گلدن کمرا                        | یک عمر دستاور هنری                          |
| ۲۰۱۶ | مرکز کندی                        | جایزه مرکز کندی                             |

## سایر
فهرست زیر شامل جایزه‌ها، آراء و القابی است که آل پاچینو از طرف وب‌سایتها، کانالها یا مجلهها دریافت کرده‌است:
| رای یا رتبه                                                                         |
| ----------------------------------------------------------------------------------- |
| «بزرگترین ستاره سینمایی تاریخ»، نظرسنجی کانال ۴                                     |
| رتبه دوم «فهرست بازیگران برتر تاریخ سینمای جهان»، نظرسنجی سایت فیلم فور، اکتبر ۲۰۰۴ |
| رتبه چهارم «صد ستاره برتر فیلم در تاریخ»، مجله امپایر، اکتبر ۱۹۹۷                   |
| رتبه سی و هفتم «بزرگترین ستاره‌های فیلم تاریخ»، مجله پریمیر، ۲۰۰۵                    |
| رتبه چهل و یکم «بزرگترین ستاره‌های سینمای تاریخ»، انترتینمنت ویکلی                   |
| رتبه یازدهم شخصیت مایکل کورلئونه در فهرست «صد شرور برتر بنیاد فیلم آمریکا»          |
| رتبه پنجاه و هشت شخصیت مایکل کورلئونه در فهرست «صد نقل قول برتر بنیاد فیلم آمریکا»  |
| رتبه شصت و یک شخصیت تونی مونتانا در فهرست «صد نقل قول برتر بنیاد فیلم آمریکا»       |
| رتبه هشتاد و شش شخصیت سانی در فهرست «صد نقل قول برتر بنیاد فیلم آمریکا»             |